# Магніто-люмінесцентна дефектоскопія

Магніто-люмінесцентна порошкова дефектоскопія. Тестовий елемент в ультрафіолетовому світлі.

Ракурс. Тестовий елемент в ультрафіолетовому світлі.

Магніто-люмінесцентна дефектоскопія — різновид магнітно-порошкового методу дефектоскопії.

## Загальна характеристика
Особливість методу полягає в тому, що частинки магнітного порошку містять люмінофор, що світиться при випроміненні контрольованих виробів ультрафіолетовим світлом, завдяки чому дефекти виявляються більш чітко. Для зчеплення люмінофора з феромагнітними частками використовуються целюлози або легкоплавкі смоли. Магнітно-люмінесцентна дефектоскопія особливо ефективна при контролі виробів з темною поверхнею. Використання магнітно-люмінесцентної дефектоскопії у поєднанні з фотоелементами дає змогу автоматизувати процес контролю.